# عبری طبریه‌ای

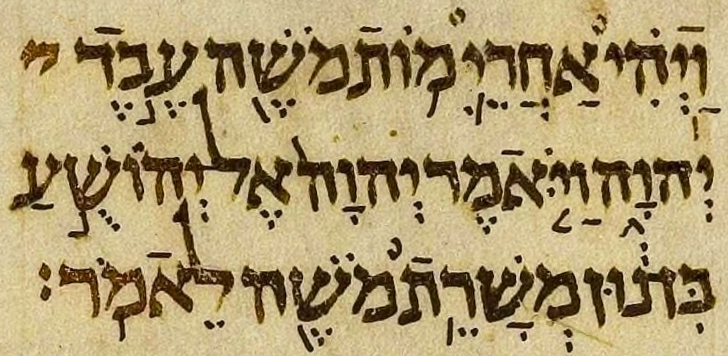
متنی به عبری

عبری طبریه‌ای گویش یهودیان طبریه در جلیل است که تلفظ متعارف تورات عبری یا تنخ نیز به‌شمار می‌رود. آن‌ها به سبک تلفظ طبریه نوشته شده‌اند که شامل حروف عبری با حرکت‌گذاری‌های لازم بود.
گرچه حروف صدادار و لهجه‌های نوشته شده در حدود سال ۷۵۰ میلادی مورد استفاده قرار می‌گرفتند، اما سنت شفاهی که آن‌ها را منعکس می‌کند، سده‌ها قدمت دارد و دارای ریشه‌های باستانی است.